# رباط معلق للغدة الدرقية
الرباط المُعلق للغدة الدرقية (بالإنجليزية: Suspensory ligament of thyroid gland)‏ أو رباط بيري (بالإنجليزية: Berry's ligament)‏ هو الرباط المعلق الذي يربط الغدة الدرقية في القصبة الهوائية.
يتشكَّل هذا الرّباط من امتداد الطّبقة الخلفيّة السّميكة للغدّة الدّرقية على كلا جانبيها، ويرتبط من نهايته بالغضروف الحلقي وقد يمتدّ حتّى الغضروف الدرقيّ.